# Euller (football, 1995)
Elosman Euller Silva Cavalcanti est un footballeur brésilien né le 4 janvier 1995 à São José de Piranhas. Il évolue au poste de défenseur latéral gauche.

## Biographie
Avec le club de Vitória, il joue quatre matchs en Copa Sudamericana, et 48 matchs en première division brésilienne, inscrivant un but.

## Palmarès
- Vainqueur du Campeonato Baiano en 2013, 2016 et 2017 avec l'EC Vitória